# Баронет
Бароне́т (традиційне скорочення Bart, сучасне Bt) — власник успадковуваного титулу, що видається британською Короною, званого баронетство. Практика нагородження баронетством була введена Яковом I Англійським в 1611 для збору грошей. Не існує європейського еквівалента баронетства, хоча спадкових лицарів, на зразок австрійського рітера, італійського нобілі або голландського erfridder, можна вважати приблизно рівними.

## Етимологія
Слово баронет — зменшувальне від титулу барон. Ранг баронета — між бароном і лицарем.
Баронетство унікальне з трьох причин:
- це успадкована почесть, але не перство і ніколи не давала власникові місце в палаті лордів;
- звернення до баронета — «сер», але баронетство не орден лицарства;
- дружина баронета, так само, як і дружина лицаря — дама.

## Історія
Термін «баронет» вперше застосовувався до дворян, що втратили право особистого призиву до парламенту, і був в цьому сенсі використаний в статуті Річарда II. Схожий ранг нижнього стану баннерет.
Воскресіння титулу можна датувати відкриттям сера Роберта Коттона в кінці XVI або початку XVII століття патента Вільям де ла Пол (випущеного в 13-й рік правління Едуарда III), що дає йому дворянську гідність баронета в обмін на деяку суму грошей.
Відповідно, баронетство відноситься до одного з п'яти періодів створення:
1. Король Яків I встановив успадковуваний Орден Баронетів в Англії 22 травня 1611 для освоєння Ірландії. Він запропонував це дворянство 200 джентльменам хорошого походження, з чітким доходом £1,000 в рік, за умови, що кожен виплатить суму, рівну трирічній платі 30 солдатам по 8 пенсів в день в королівську казну (Exchequer).
2. Баронетство Ірландії створено 30 вересня 1611.
3. Баронетство Шотландії або Nova Scotia було створено 28 травня 1625 для освоєння колонії Нова Шотландія.
4. Після союзу Англії і Шотландії в 1707 баронетів Англії або Шотландії більше не створювалося, а титулатура змінилася на «баронет Великої Британії».
5. Після того, як Акт про об'єднання 1800 набув чинності, сполучаючи Ірландське королівство та Королівство Великої Британії в Сполучене Королівство Великої Британії і Ірландії, титулатура подальших баронетів стала «баронет Сполученого Королівства».

З 1965 було створено тільки одне баронетство — для сера Деніса Тетчера, чоловіка екс прем'єр-міністра Маргарет Тетчер (тепер баронеси Тетчер). Після його смерті в 2003, їх старший син став 2-м баронетом, сером Марком Тетчером.

## Звернення і привілеї

Планка баронета для носіння на форменому одязі

Подібно до лицарів, баронети носять титул «сер» перед своїм ім'ям (баронетеси використовують «леді»), але лицарство індивідуальне, а баронетство успадковується. Старший син баронета, народжений в шлюбі, успадковуватиме баронетство після смерті батька. З декількома виключеннями, баронетство можна успадковувати тільки по чоловічій лінії. Дружини баронетів не вважаються баронетесами, а тільки такими, що носять баронетство за своїм правом.
Правильне звернення на конверті до баронета без інших титулів — «Sir <Joseph Bloggs>, Bart.» або «Sir <Joseph Bloggs>, Bt.». Лист слід починати: «Dear Sir <Joseph>».
До дружин баронетів звертаються «Lady <Bloggs>»; на початку листа «Dear Lady <Bloggs>». Їх особисті імена використовують тільки при необхідності розрізнити Леді (Аліса) Блоггз від Леді (Гертруда) Блоггз.
До баронетес, що володіють власним титулом (а не як подружжю баронетів), треба писати «Dame Daisy Dunbar, Btss.», а на початку листа "Dear Dame Daisy, " і називати її «Dame Daisy» або «Dame Daisy Dunbar» (але ніколи не «Dame Dunbar»). Таких баронетес було всього три: Дама Дейзі Данбар (Dame Daisy Dunbar), 8-ма баронетеса (1906–1997); Дама Мері Боллз (Dame Mary Bolles), 1-ша баронетеса (1579–1662; і Елеонор Далліел (Dalyell), 10-та баронетеса (1895–1972)
Спочатку баронети мали інші права, включаючи право нагороджувати синів лицарством на їх 21-й день народження. Проте з правління Георга IV ці права були забрані, на тій підставі, що суверени не зв'язані справами попередників.
Оскільки баронет не перський титул, він не перешкоджає власникові бути кандидатом в Палату общин. Проте з 1999 це було дозволено і спадковим перам, тож ця відмінність втратила значення. Безліч баронетів була вибрана на виборах в Палату общин в 2001.

## Регалії

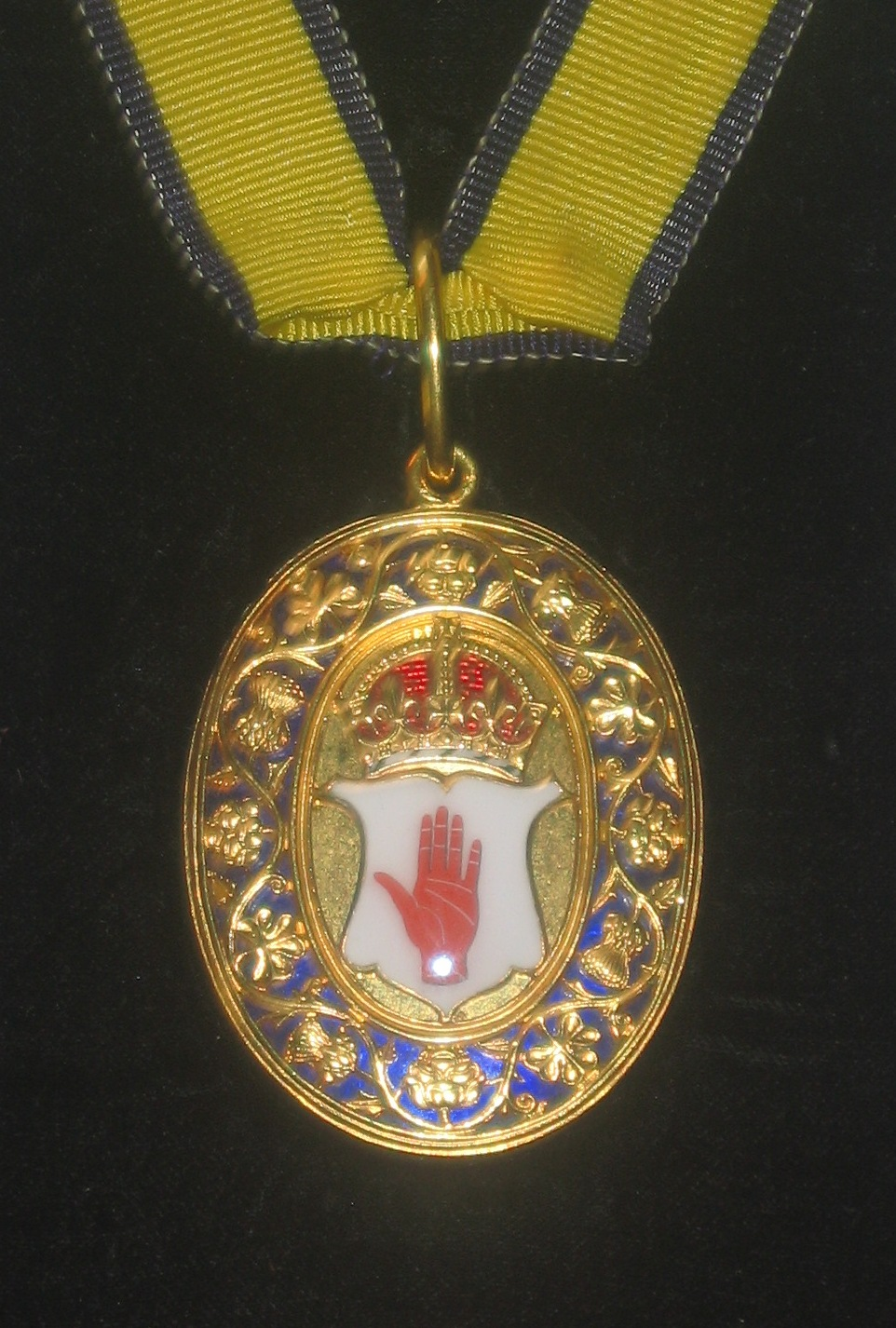
Знак баронета

Баронет отримує спеціальний знак для носіння на шиї. Повсякденно носиться планка.

## Територіальна приналежність
Всі баронетства відрізняються один від одного територіальною приналежністю. Наприклад, є баронетства Moore of Colchester, Moore of Hancox, Moore of Kyleburn і Moore of Moore Lodge. Можна розрізнити двох серів Джонов Мурів, що жили в один час.

## Відомі баронети
- сер Роберт Бейден-Пауел, 1-й Bt. (засновник світового руху скаутів)
- сер Джеймс Меттью Баррі, 1-й Bt. (шотландський письменник, автор книг про Пітера Пена)
- сер Томас Бічем, 2-й Bt. (диригент та імпресаріо)
- сер Джордж Кейлі, 6-й Bt. (піонер авіації)
- сер Семюел Кунард, 1-й Bt. (судновласник, організатор пасажирських трансатлантичних перевезень)
- сер Гамфрі Деві, 1-й Bt. (хімік)
- сер Едуард Елгар, 1-й (і останній) Bt. (композитор)
- сер Ranulph Fiennes, 3-й Bt. (першопроходець)
- сер De Villiers Graaff, 2-й Bt. (південно-африканський політик).
- сер Бенджамін Гіннес, 1-й Bt. (ірландський пивовар і філантроп).
- сер Кейт Джозеф, 2-й Bt. (політик)
- сер Освальд Мослі, 6-й Bt. (політик)
- сер Роберт Піль, 2-й Bt. (прем'єр-міністр)
- сер Джордж Габрієль Стокс, 1-й Bt. (математик і фізик)
- сер Деніс Тетчер, 1-й Bt. (бізнесмен; чоловік Маргарет Тетчер)